# フォア・スティックス
「フォア・スティックス」 (Four Sticks) は、イギリスのロックグループ、レッド・ツェッペリンの楽曲。1971年、彼らの第4作アルバム『レッド・ツェッペリン IV』のB面2曲目に収められて発表された。作詞作曲はジミー・ペイジとロバート・プラント。レコードでの演奏時間は4分40秒余。

## 概要
変拍子のギターリフに激しいドラミングが絡まって、非西欧的な不思議な雰囲気を醸し出すハードロックナンバーである。題名は、激しいビートを叩き出すためにドラマーのジョン・ボーナムが片手に二本ずつ、あわせて四本のドラムスティックを持って演奏したことに由来する。
1972年のオーストラリア公演からの帰途、ペイジとプラントとがインドに立ち寄った際、ボンベイ・シンフォニー・オーケストラとともに実験的なセルフカバーを録音している。

## ステージ・パフォーマンス
レッド・ツェッペリンのステージでは1971年5月3日コペンハーゲンと5月4日、Fyns Forum公演で二回演奏されたことがある。この曲はペイジのお気に入りであり、レッド・ツェッペリン解散後、「ペイジ&プラント」のステージでも披露されて、ライヴ・アルバム『ノー・クォーター』（1994年）にも収録された。